# Наумов Микола Григорович
Микола Григорович Наумов (25 листопада (8 грудня) 1909, Юзівка, Російська імперія — 21 лютого 1996, Донецьк, Україна) — український радянський футболіст, по завершенні кар'єри — футбольний тренер та арбітр. Перший головний тренер та капітан в історії «Шахтаря» (Донецьк).

## Ігрова кар'єра
У 1927 році розпочав футбольну кар'єру в команді копальні «Будьонівська».
У 1930 році став футболістом «Динамо» (Сталіно). У 1935 році переїхав до дніпропетровського «Динамо».
У 1936 році його запросили до новоствореної команди майстрів «Стахановця» (Сталіно), де він став граючим тренером і закінчив футбольну кар'єру в 1941 році. У вищому дивізіоні СРСР провів 24 матчі, забив 1 гол

## Тренерська кар'єра
На початку 1936 року він очолив «Стахановець». У 1937 році команда стала бронзовим призером Групи «В» чемпіонату СРСР і після реорганізації системи ліги на наступний сезон потрапила одразу у Групу «А», вищий дивізіон країни. Після цього на початку 1938 року посаду головного тренера обійняв Василь Борисенко, який закінчив Московське тренувальне училище, а Наумов залишився в тренерському складі на посаді помічника.
Після початку радянсько-німецької війни його призвали до Червоної армії. По закінченні війни він повернувся в клуб, який змінив ім'я на «Шахтар». У 1946 році разом з Адамом Бемом та Олексієм Костилєвим він очолив «Шахтар», а потім до 1949 року входив до тренерського штабу «Шахтаря».
У 1960 році він знову ненадовго повернувся до донецького клубу, працюючи асистентом, після чого протягом багатьох років тренував дітей у місцевому спортивному товаристві «Трудові резерви».
Він також працював лінійним суддею на матчах вищого дивізіону СРСР.
21 лютого 1996 року помер у Донецьку у віці 86 років.